# Тарангіре (національний парк)
Національний парк Тарангіре
(англ. Tarangire National Park) — національний парк на півночі країни Танзанія, заснований у 1970 році. 
Назва парку походить від річки Тарангір, що перетинає парк. Річка Тарангір є основним джерелом прісної води для диких тварин в екосистемі Тарангір протягом щорічного сухого сезону. Екосистема Тарангір визначається міграцією антилоп гну та зебр на великі відстані. Під час сухого сезону тисячі тварин концентруються в національному парку Тарангіре з навколишніх зон розселення та отелення у вологий сезон.

## Фізико-географічна характеристика
Парк розташований у степу Масаї, у регіоні Маньяра, на висоті від 900 до 1250 метрів над рівнем моря, в 118 км на південний захід від міста Аруша центру регіону Аруша, в 7 км від озера Маньяра. Парк охоплює територію в 2600 квадратних кілометрів.

Ландшафт парку складається з гранітних хребтів, річкових долин. Для нього характерна горбиста місцевість із болотами у низинах. Серед великих пагорбів, що тут знаходяться — на сході Локсисале заввишки 2132 м та на заході Квараха, заввишки 2415.
Через нього протікає річка Тарангіре, яка майже повністю пересихає у посушливі роки, проте є тут єдиним джерелом вологи.. Річка тече з півдня на північ і одразу за кордоном парку впадає в озеро Бурунгі.
Парк є одним із елементів північного сафарі в країні і часто відвідується разом із кратером Нгоронгоро та національним парком Серенгеті.
Середній рівень опадів становить 600 мм на рік.

## Флора і фауна
Рослинність являє собою суміш акацієвих лісів, лісів Комбретум, сезонно затоплюваних луків і баобабів.
У степу Масаї, в якому в основному розташований парк, переважають чагарники акації (Acacia tortilis, Acacia Commiphora, Combretum Dalbergia), а також баобаби. У болотистій місцевості переважає Balanites aegyptiaca.

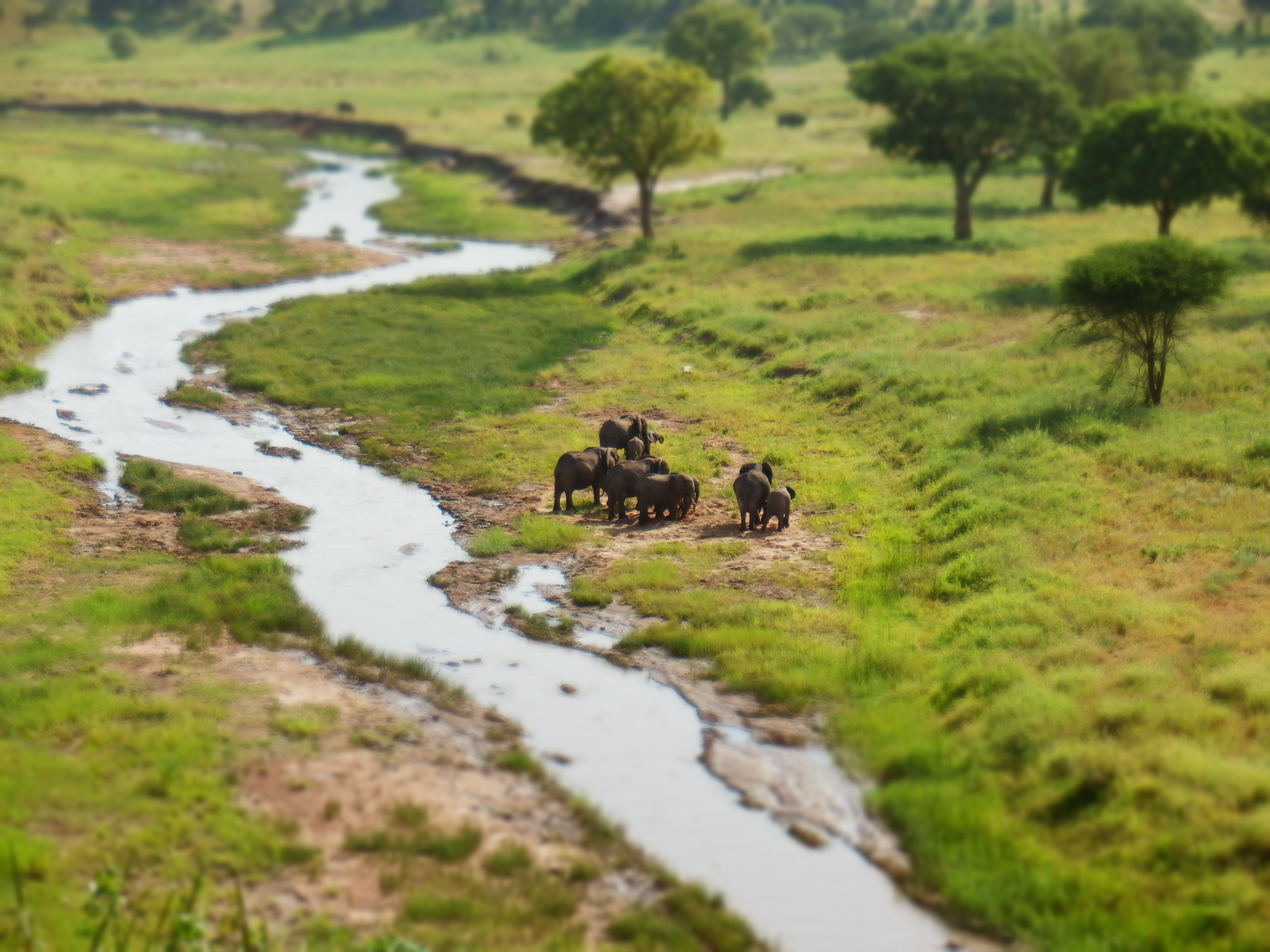
Слони на річці Тарангіре

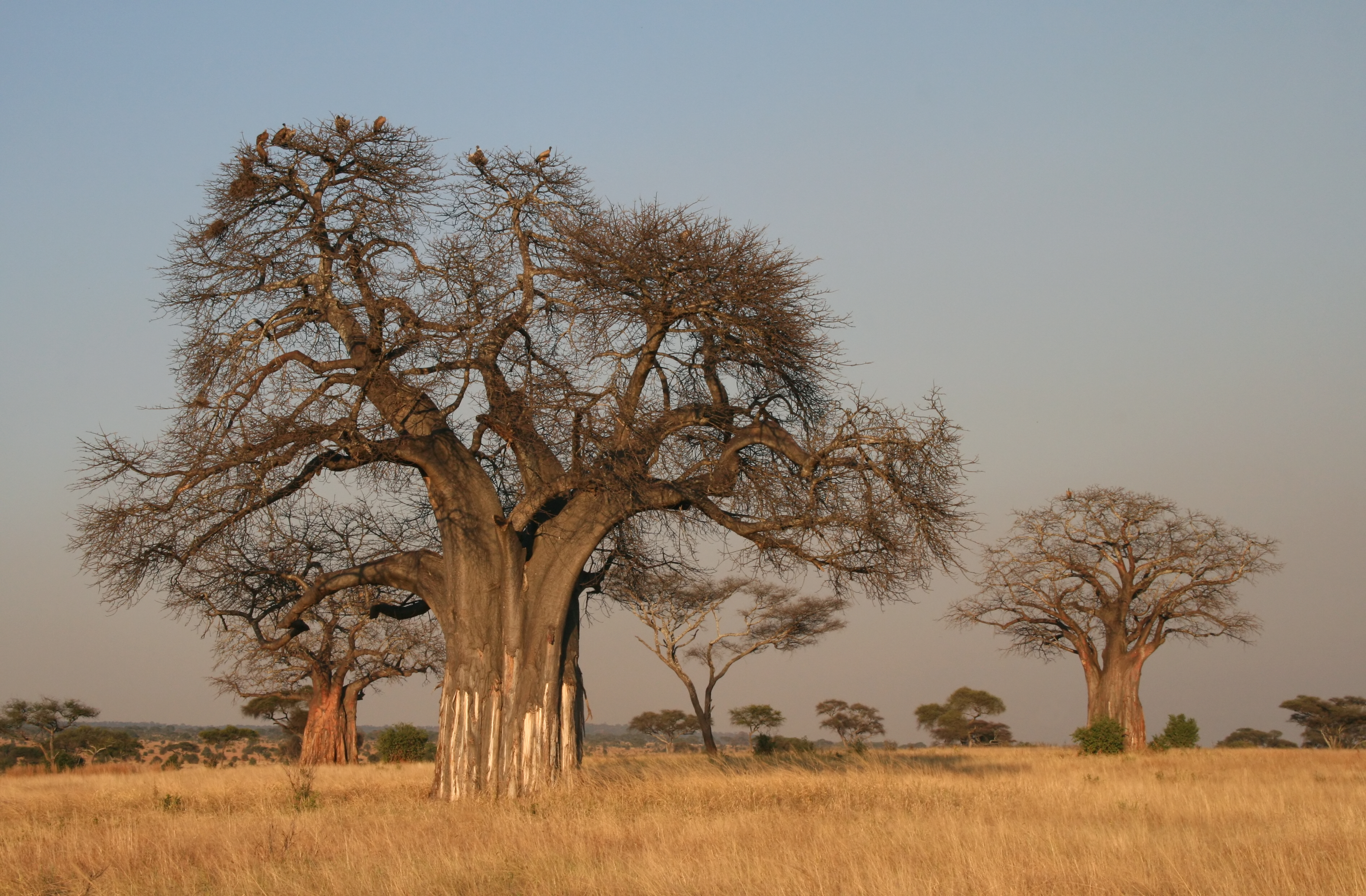
Баобаби Тарангіре

Парк відомий високою кількістю слонів і баобабів. Відвідувачі парку в сухий сезон з червня по листопад можуть очікувати побачити великі стада з тисяч зебр, гну та капських буйволів. До звичайних місцевих тварин входять — водяний козел, жираф, дікдік, імпала, канна, газель Гранта, верветову мавпу, смугастого мангуста та оливкового павіана.

Хижаки в Тарангіре включають лева, леопарда, гепарда, каракала, медоїда та африканського дикого собаку.
У парку водиться понад 550 видів птахів, серед яких найбільший птах — страус, і найважчий літаючий птах — африканська велика дрофа. Безліч птахів є ендеміками цієї частини Танзанії.

Старі термітники є місцем проживання вогнистоголовиых барбудо  та карликових мангустів].
|                     |               |                     |
| Священний ібіс      | Водяний козел | Бородавочник        |
|                     |               |                     |
| Альціон сіроголовий | Павіан        | Черепаха леопардова |

## Туризм і природокористування
Для відвідування парку потрібен платний дозвіл на відвідування, який можна отримати на вході. Дороги в парку ґрунтові, по них можна проїхати лише позашляховиками. Кількість відвідувачів дуже різна. Парк активно відвідують танзанійці
.
На півночі і північному заході Тарангіре межує з заповідною та тваринницькою зоною Сіманджіро-Мкунгунеро, де утримують свійських тварин масаї. Площа цієї зони є більшою за сам парк.
Заповідник Локісасл (англ. Lolkisasle Game Conservation Area) примикає до парку на північному сході.
На північному заході парку Тарангіре, для захисту мігруюючих тварин, створена буферна зона — коридор до Національного парку озера Маньяра.
Загалом екосистема охоплює 20 000 км².